# Komorów (Varsovie-ouest)
Pour les articles homonymes, voir Komorów.
Komorów [kɔˈmɔruf] est un village polonais, situé dans la gmina de Kampinos, dans la Powiat de Varsovie-ouest et la voïvodie de Mazovie dans le centre-est de la Pologne.
Il se situe à environ 2 kilomètres à l'ouest de Kampinos, 26 kilomètres à l'ouest d'Ożarów Mazowiecki et à 40 kilomètres à l'ouest de Varsovie.
Le village a une population de 279 habitants en 2000.